# Rigoni di Asiago
La Rigoni di Asiago S.r.l. è un gruppo italiano attivo nel settore alimentare conosciuto per la produzione di miele e confetture con sede ad Asiago in Provincia di Vicenza.

## Storia
La produzione di miele iniziò all'epoca di Elisa Antonini, che una volta conclusa la prima guerra mondiale vi si dedicò insieme ai figli per fronteggiare le difficoltà finanziarie della sua famiglia: nacque l'Apicoltura Rigoni, ad Asiago.
Dal 1979 iniziò l'attività di trasformazione e commercializzazione di altri tipi di miele, oltre a quelli di propria produzione e in breve la prima attività prese la preminenza, comprendendo mieli caratteristici di più regioni italiane.
Nel 1997 l'Apicoltura Rigoni Snc diventa Rigoni di Asiago Srl con l'ingresso di nuovi soci, la maggioranza delle quote societarie rimane ai fratelli Rigoni. Nel 2005 i fratelli Rigoni riacquistarono la totalità delle quote societarie.
Nel dicembre 2011 entra nel capitale della società con una quota del 35,55% il Fondo Italiano d'Investimento. Nel giugno 2018, dopo quasi 7 anni, il Fondo Italiano cede la sua partecipazione del 35,55% agli svizzeri del fondo di private equity Kharis Capital per 39 milioni di euro. Kharis Capital è poi arrivata al 42,7% acquisendo anche una quota dalla holding della famiglia Rigoni.
Nel 2020, Andrea Rigoni ha ricevuto il Premio Civiltà Veneta nella 39ª edizione del Premio Masi. La motivazione del premio è legata al suo impegno nella sostenibilità aziendale: “Imprenditore di successo e pioniere tra gli industriali nella scelta del biologico, ha indirizzato la sua azienda verso un cammino globale di sviluppo sostenibile nel segno dell’attenzione per la salubrità del prodotto e per l‘ambiente, mantenendo saldo il legame profondo con Asiago, suo territorio d’origine”.

## Sedi
Il centro direzionale della Rigoni di Asiago S.r.l. è ad Asiago, sulle montagne vicentine. Lo stabilimento produttivo è a pochi chilometri, sempre sull'Altopiano dei Sette Comuni, a Foza. Inoltre, l'azienda possiede un centro logistico e di stoccaggio nel veronese ad Albaredo d'Adige.
Dal luglio 2020 è attivo il negozio online di Rigoni di Asiago, che consente di acquistare i prodotti da ogni parte d'Italia.

### Bulgaria
La Rigoni di Asiago è presente in Bulgaria dal 1993, qui, approfittando della disponibilità di superfici e del clima favorevole, destina campi divenuti incolti fin dal 1989 a causa della fuga dalle campagne della popolazione, alla produzione di frutta biologica, in particolare fragole. Nel tempo le aree di coltura e le attività di trasformazione in questo paese si sono ampliate. Allo stato attuale l'azienda ha due controllate in Bulgaria: Ecoterra, dedicata alla produzione agricola ed Ecovita per la lavorazione dei prodotti raccolti. Il progetto coinvolge oltre 2.000 ettari di colture biologiche, più di 60 dei quali destinati a fragole e fragoline, la lavorazione riguarda circa 3.000 tonnellate di frutta fresca.
Le località bulgare interessate al progetto sono situate nella provincia di Montana e nella zona di Pazardžik dove si trova il centro di pulizia e surgelazione dei prodotti.

## Dati economici
Nel 2017 la società ha registrato ricavi per 122,2 milioni con un aumento del 10,2% rispetto al 2016. L'utile netto è di 6,4 milioni (+5,3%), il Mol (margine operativo lordo) di 16,7 milioni pari al 13,7% dei ricavi.

## Export
L'attività di esportazione ha coinvolto dapprima gli Stati Uniti con la costituzione della società commerciale Rigoni di Asiago Usa LLC. Dal 2007 le esportazioni hanno coinvolto anche alcuni paesi europei, in particolare Germania, Francia, Danimarca, Norvegia, Svezia, Paesi Bassi, Regno Unito, Repubblica Ceca.